# Eskil Gester
Johan Eskil Gester, född den 13 juni 1894 i Härnösand, död den 5 augusti 1989 i Djursholm, var en svensk sjömilitär.
Gester blev underlöjtnant vid flottan 1914 och löjtnant 1917. Han genomgick Sjökrigshögskolan 1920–1922 och befordrades till kapten 1924 samt var avdelningschef i försvarsstaben 1937–1940. Gester blev kommendörkapten av andra graden 1937, av första graden 1940 och kommendör 1942. Han var inspektör för minväsendet 1942–1945, marinattaché i London 1945–1949, med sidoackreditering till Haag 1948–1949, och chef för Västkustens marindistrikt 1950–1954. Gester befordrades till konteramiral 1952 och övergick som sådan till amiralitetets reserv 1954. Han invaldes som ledamot av Örlogsmannasällskapet 1929 (hedersledamot 1952) och av Krigsvetenskapsakademien 1942 (redaktör för akademiens handlingar och tidskrift 1960–1970). Gester blev riddare av Svärdsorden 1935, av Vasaorden 1936 och av Nordstjärneorden 1941 samt kommendör av andra klassen av Svärdsorden 1946 och kommendör av första klassen 1949.
Eskil Gester var son till bankkassör Johan Gester och Mina, född Petterson. Han gifte sig första gången med Elsa Sjöberg (1893–1937), dotter till skeppsredare Gottfrid Sjöberg och Ida, född Steneberg, och andra gången 1940 med Margaretha Ihre (1905–2002), dotter till ryttmästare Johan Ihre och Sigrid, född Björkenheim. Gester vilar på Galärvarvskyrkogården tillsammans med sina båda hustrur.